# Чиверс, Дирк
Дирк Чиверс — голландский пират, действовавший в Красном море и Индийском океане в течение 1690-х годов.

## Биография

### Ранняя карьера
Дирк Чиверс впервые упоминается как член команды Portsmouth Adventure, каперского судна, направляющегося в Красное море, под командованием капитана Джозефа Фаррелла в начале 1694 года. Вскоре после отъезда из Род-Айленда Чиверс увидел, как Фаррелл и Генри Эвери успешно захватили два судна в июне 1695 года. На обратном пути в Род-Айленд судно село на мель на Майотте в Коморских островах. Было принято решение остаться с несколькими другими кораблями, в то время как Фаррелл и другие отправлись дальше вместе с Эвери.

### Чиверс в Красном море
Чиверс в конечном счете попал на борт 28-пушечной Resolution, будучи подобранным капитаном Робертом Гловером примерно в конце 1695 года. Тем не менее, после нескольких месяцев в Красном море Чиверс принял участие в мятеже против Гловера и поместил его и его 24 сторонников на недавно захваченное арабское судно Rajapura. Избранный капитаном после мятежа, он переименовал судно в Soldado и в течение следующего года успешно захватил множество ценных сокровищ, перед тем как соединиться с капером Джоном Хоэром.
Вместе они захватили два судна Ост-Индской компании. Однако суда были сожжены, когда губернатор Адена отказался заплатить за них обещанный выкуп. Согласно популярному поверью одному из захваченных моряков, капитану Собриджу, из-за его постоянных жалоб был зашит рот иглой, которую использовали для починки парусов.
Чиверс и Хоэр приплыли с четырьмя захваченными судами в гавань Калькутты в ноябре 1696 года, где они потребовали выкуп в 10,000£, послав сообщение губернатору, в котором говорилось:

 Мы не признаем ни одной страны, продав нашу собственную, и поскольку мы несомненно будем повешены, если нас схватят, мы без всяких колебаний будем сеять убийства и разрушения, если наши требования полностью не удовлетворят.
Губернатор Калькутты проигнорировал их угрозы и послал десять кораблей против каперов и, когда они появились в гавани, Чиверс и Хоэр сбежали без захваченных кораблей и пробились к Острову Святой Мэри для ремонта, прибыв туда летом 1697 года, где эти двое разошлись, когда Хоэр отплыл в Красное море.

### Поздние годы
В апреле 1698 года Чиверс захватил английское судно Sedgwick и заключил сделку с его капитаном. Ему разрешалось командовать своим судном, если он согласится снабжать пиратов ромом.
В сентябре Чиверс соединился с Робертом Каллифордом (который недавно покинул Уильяма Кидда) и Натаниэлем Нортом. Вместе Чиверс, Каллифорд и Норт захватили корабль Great Mohammed наряду с 130,000£ на его борту. Принимая управление своей новой добычей, судно было переименовано в New Soldado (или Soldado II) и возвратилось на Остров Святой Мэри.
Однако в следующем году Чиверс был вынужден затопить New Soldado, чтобы заблокировать проход в гавань Святой Мэри с появлением четырех британских линейных кораблей в сентябре 1699 года. Несмотря на все его «заслуги», он и Каллифорд в конечном счете приняли королевское прощение и вернулись в Нидерланды на торговом судне Vine.